# Sandra Natal
Sandra Natal (geschiedene Inoa, in zweiter Ehe Khannouchi; * 1961) ist eine ehemalige dominikanische Langstreckenläuferin, die sich auf Straßenläufe spezialisiert hatte. Sie wurde bekannt als die Trainerin ihres Ehemanns Khalid Khannouchi, der zweimal Weltrekorde im Marathon aufstellte.
1990 stellte sie als Zehnte beim Marathon des Hauts-de-Seine mit 2:49:13 h einen Landesrekord auf und gewann den Palermo-Marathon. Marathon der Leichtathletik-Weltmeisterschaften 1991 in Tokio erreichte sie nicht das Ziel.
1995 kam sie beim Philadelphia-Halbmarathon auf den 15. Platz und stellte mit 1:17:36 h den aktuellen nationalen Rekord im Halbmarathon auf. Als Neunte beim Frankfurt-Marathon verbesserte sie ihren Landesrekord auf dieser Distanz auf die ebenfalls aktuelle Marke von 2:46:46 h.
1996 heiratete sie Khalid Khannouchi, den sie zuvor schon als Trainerin betreute. Die Ehe wurde 2010 geschieden.